# 핵분열로
핵분열로(核分裂爐, 영어: nuclear fission reactor)는 원자로의 일종으로, 핵분열 반응의 연쇄 반응을 제어해 일정량의 핵분열을 지속적으로 실행함으로써 열에너지를 얻는 시스템이다.

## 같이 보기
- 핵융합로